# Borstkanin
Borstkanin (Caprolagus hispidus) är en utrotningshotad art i familjen harar (Leporidae) och den enda arten i släktet Caprolagus.

## Utbredning
Den förekom ursprungligen vid Himalayas södra sluttningar i de indiska delstaterna Uttar Pradesh och Assam samt i Nepal, Bhutan och Bangladesh. Idag finns arten bara i små och glest fördelade områden i samma region. Den vistas i kulliga landskap mellan 100 och 250 meter över havet.

## Utseende
Pälsen kännetecknas av ett grovt överskikt och ett mjukt underskikt. Borstkaninen är på ovansidan mörkbrun och på buken ljusare till vitaktig. Öronen är jämförelsevis korta och runda. De bakre extremiteterna är inte särskild längre än de främre. Arten når en kroppslängd (huvud och bål) mellan 38 och 50 centimeter samt en vikt upp till 2,5 kilogram. Svansen är bara 2,5 till 3,8 cm lång. Den är på ovansidan mörkare brun än på undersidan. Borstkanin har cirka 7cm långa öron och de bakre extremiteterna är bara lite längre än de främre.

## Ekologi
Habitatet utgörs främst av gräsmarker med upp till tre meter högt gräs samt av intilliggande skogar där individerna vistas under monsuntiden. Under sommaren förekommer ofta gräsbränder i regionen och vid dessa tillfällen söker kaninen skydd i träskmarker och i den fuktiga växtligheten intill vattendrag.
 Det antas att de är aktiva på natten och att de inte bygger bon. Som föda förmodas främst gräs. Individerna lever främst ensamma och ibland iakttas par. Arten vilar ofta i underjordiska bon som troligen grävdes av andra djur. Per kull föds två eller tre ungar som sedan göms i större gräsklumpar. Förutom gräs ingår blad, rötter och odlade grönsaker i födan.

## Status
Borstkanin är ett mycket sällsynt däggdjur. Under 1960-talet betraktades arten som utdött men 1971 upptäcktes åter några individer. I stora delar av det ursprungliga utbredningsområdet har borstkaninen försvunnit och dagens populationer lever i olika territorier som inte är sammanhängande. Det beror huvudsakligen på förstöringen av levnadsområdet genom omvandling till jordbruksmark och betesmark. Dessutom drabbas gräsmarken ibland av bränder och borstkaninen jagas av tamhundar. IUCN listar arten som starkt hotad (endangered).